# Wiese in Bezons
Wiese in Bezons oder Sommer (französisch Prairie à Bezons) ist ein 1874 entstandenes Gemälde des französischen Malers Claude Monet. Das in Öl auf Leinwand gemalte Bild hat eine Höhe von 57 cm und eine Breite von 80 cm. Es gehört zur Sammlung der Nationalgalerie in Berlin. Zu sehen ist eine im Stil des Impressionismus gemalte sommerliche Landschaft in der Nähe von Bezons bei Argenteuil. Zu den im Bild dargestellten Personen gehören Monets Frau Camille und der gemeinsame Sohn Jean. Monet schuf in den 1870er Jahren in der Umgebung von Argenteuil eine Reihe ähnlicher Bilder, in denen er Menschen aus der Stadt bei ihren ländlichen Freizeitaktivitäten zeigte.

## Bildbeschreibung
Das Gemälde Wiese bei Bezons zeigt eine sommerliche Landschaft in der Île-de-France. Auf einer Wiese im Tal der Seine zwischen Argenteuil und Bezons hat Monet seine Frau Camille, seinen Sohn Jean und eine weitere Person bei einem Ausflug in die Natur bildlich festgehalten. Die Komposition gliedert sich in mehrere horizontale Ebenen: Vorn gibt es einen schattigen Bereich mit der im Gras sitzenden Camille, in einiger Entfernung dahinter zeigt sich die Wiese mit den beiden anderen Personen im hellen Sonnenlicht, am Horizont erscheint eine blaue Hügelkette und darüber der leicht bewölkte „strahlende Sommerhimmel“. Die zu beiden Seiten offene Landschaft wird nur von den Bildrändern begrenzt, wodurch „sich die Wiese nach rechts und links unendlich weit zu erstrecken scheint“.
Monet hat die „hitzeflimmernden“ Wiese in dünn aufgetragenen Gelb- und Grüntönen „mit kommaartig kurzem Pinselstrich“ gemalt. Im Gegensatz zum „gleißendes Licht“ über dem Wiesengrund, erscheinen die Berge in der Ferne im Dunst, wodurch sich insgesamt die Atmosphäre eines heißen Sommertages ergibt. In der Wiese stehen im Vordergrund einzelne Birken mit dünnem Astwerk und erkennbaren einzelnen Blättern. Weiter entfernt finden sich weitere Bäume und eine kleine Baumgruppe. Die in unterschiedlichen Grüntönen gemalten Bäume wirken teilweise so, als würde sie der Wind bewegen.
Die Personen im Bild sind zueinander dreiecksartig angeordnet. Im Vordergrund der linken Bildhälfte sitzt Monets Frau Camille im Gras. Er zeigt sie in Seitenansicht, mit dem Rücken zum linken Bildrand. Sie trägt ein Kleid mit schwarzem Oberteil, weißen langen Ärmeln und einem weit ausgebreiteten weißen langen Rock. Den Kopf schmückt ein zum Kleid passender kleiner heller Hut mit schwarzen Bändern oder Federn. Der Hut ist weit nach vorn über die Stirn gezogen, sodass ihr Gesicht nicht zu erkennen ist. Camille blickt in ein vor sich aufgeschlagenes Buch und scheint die anderen Personen oder die Natur um sich herum nicht zu beachten. Zu ihrer Linken hat sie einen geöffneten grünbespannten Sonnenschirm mit der Spitze nach unten abgelegt. Hinter dem Schirm steht in einiger Entfernung ihr Sohn Jean in der Wiese. Das hohe Gras verdeckt den Unterkörper des etwa Siebenjährige bis zur Hüfte. Zu sehen ist nur sein weißes Hemd, ein gelber Sommerhut und ein hellbrauner Farbtupfer, der das Gesicht andeutet. In der Bildmitte rechts von den beiden, auf halbem Weg zwischen Camille und ihrem Sohn, steht eine weitere Person, bei der es sich um ein Kindermädchen handeln könnte, wie die Kunsthistorikerin Dorothee Hansen vermutet. Auch diese Figur trägt helle Kleidung und einen gelben Sommerhut. Auch hier ist das Gesicht nicht zu erkennen. Durch die skizzenhafte Ausführung der Dargestellten ist im Bild „alles Genrehafte vermieden“, wie die Kunsthistorikerin Angelika Wesenberg feststellte. Monet schuf keine Porträts, sondern nutzt die Personen im Bild als Staffagefiguren. Das Bild ist unten rechts signiert und datiert mit „Claude Monet 74“.

## Sommerlandschaften aus Argenteuil
Claude Monet lebte mit seiner Frau Camille und dem gemeinsamen Sohn Jean seit Dezember 1871 in Argenteuil, einem Pariser Vorort, der vom Zentrum der Hauptstadt mit der Bahn in nur 15 Minuten zu erreichen war. Die Menschen aus Paris kamen in den 1870er Jahren vor allem zur Naherholung an den Wochenenden hierher. Der Ort verfügte über mehrere Ausflugslokale und die Seine bot Gelegenheit zum Segeln oder Ruderbootfahren. Claude Monet fand hier zahlreiche Motive für seine Landschaftsbilder. Hierin zeigte er oftmals die Seine und ihre Ufer, die Brücken über den Fluss und die Häuser von Argenteuil. In zahlreichen Bildern finden sich zudem Spaziergänger, Segler oder Ruderer. Im selben Jahr wie Wiese in Bezons malte Monet beispielsweise das Bild Blick auf die Brücke von Argenteuil (Saint Louis Art Museum), indem er seine Frau Camille und den Sohn Jean beim Spaziergang am Ufer der Seine malte. Im Hintergrund des Bildes überspannt die Eisenbahnbrücke Argenteuil den Fluss und dahinter ist der Kirchturm der Basilika Saint-Denys d’Argenteuil zu sehen.
1874, das Jahr in dem Monet das Gemälde Wiese in Bezons schuf, ist kunstgeschichtlich von besonderer Bedeutung. Im Frühjahr des Jahres hatte Monet zusammen mit einigen seiner Freunde ihre Werke im Atelier des Fotografen Nadar ausgestellt, da ihre Gemälde vom offiziellen Salon de Paris wiederholt abgelehnt wurden. Bei dieser Ausstellung zeigte Monet die Hafenansicht Impression, Sonnenaufgang von 1872 (Musée Marmottan Monet, Paris), von der der Kunstkritiker Louis Leroy den Begriff Impressionismus ableitete, der zunächst als Spottname gedacht war. Andere Kritiker äußerten sich positiv, etwa Jules-Antoine Castagnary, der erklärte: „Impressionisten sind sie insofern, als sie nicht eine Landschaft wiedergeben, sondern den Eindruck, den die Landschaft hervorruft“. Auch wenn die Ausstellung bei Nadar kein finanzieller Erfolg war, brachte sie dem Maler die gewünschte Beachtung.
Nach dieser ersten Gruppenausstellung der Impressionisten besuchten im Sommer 1874 die befreundeten Malern Édouard Manet und Pierre-Auguste Renoir Monet in Argenteuil. Sie stellten ihre Staffeleien in Monets Garten teilweise nebeneinander auf und porträtierten sich gegenseitig oder malten Monets Familie im Garten. Monet schuf in diesem Sommer darüber hinaus etwa 40 Bilder, häufig mit Motiven aus der Umgebung von Argenteuil. Hierzu gehört auch das Gemälde Wiese in Bezons, eines der wenigen Bilder, in „denen er sich ganz von dem Ort abwandte und nur die freie Natur darstellte.“ Er zeigt in der Wiese von Bezons jedoch weder eine Wildnis, noch stellt er die Wiese als landwirtschaftlich genutzte Fläche dar. Stattdessen ist die von Monet gemalte Landschaft ein „Freizeitort für den modernen Städter“. Unterstrichen wird dies vor allem durch die Darstellung der Camille, die im modischen Kleid als elegante Pariserin erkennbar ist und sich der Muße hingibt, ein Buch zu lesen.
Monet hatte bereits im Jahr zuvor Camille mit dem Sohn Jean auf einer Wiese dargestellt. Im Gemälde Mohnfeld bei Argenteuil (Musée d’Orsay, Paris) streifen die beiden durch eine Wiese mit zahlreichen blühenden Mohnblumen, während im Hintergrund weitere Spaziergänger, Bäume und ein Wohnhaus zu sehen sind. Auch in diesem Bild gehört ein Sonnenschirm als wichtiges Accessoire zum Spaziergang dazu und verweist wie die Blüte der Mohnblumen deutlich auf die warme Jahreszeit als Bildthema. Weitere Ausflügler in einer Wiese finden sich auch auf Werken von 1875. Im Gemälde Spaziergang bei Argenteuil (Musée Marmottan Monet, Paris) wandelt ein Paar mit Kind durch eine Blumenwiese direkt auf den Bildbetrachter zu, im Werk Pappeln bei Argenteuil (Museum of Fine Arts, Boston) ist eine einzelne Figur inmitten der Wiesenvegetation auszumachen. Seine Darstellung ähnelt der, die Monets Sohn Jean in Wiese in Bezons innehat. All diese Personen sind Staffagefiguren und ordnen sich der Darstellung einer Landschaft unter.

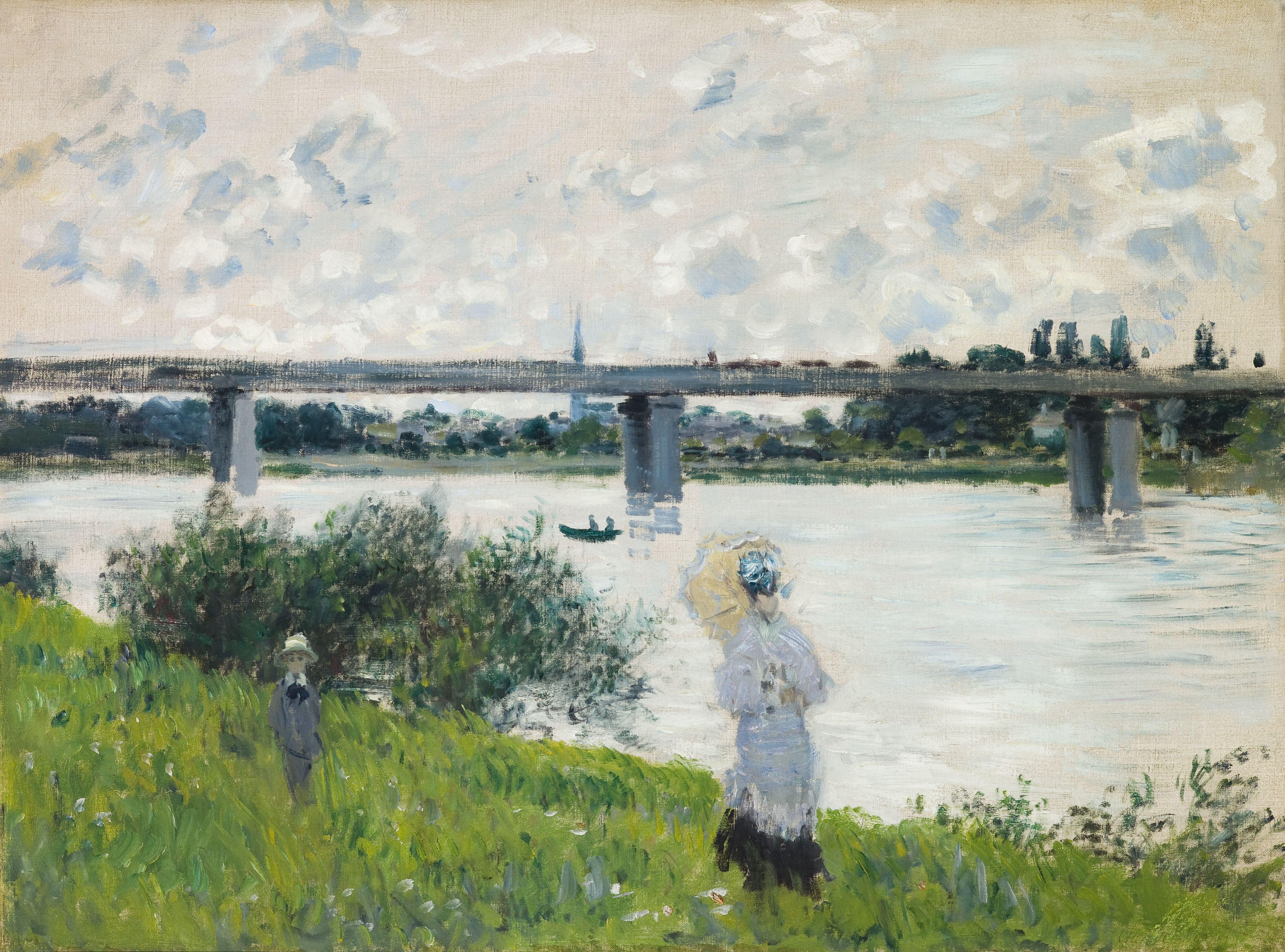
Claude Monet: Blick auf die Brücke von Argenteuil 1874
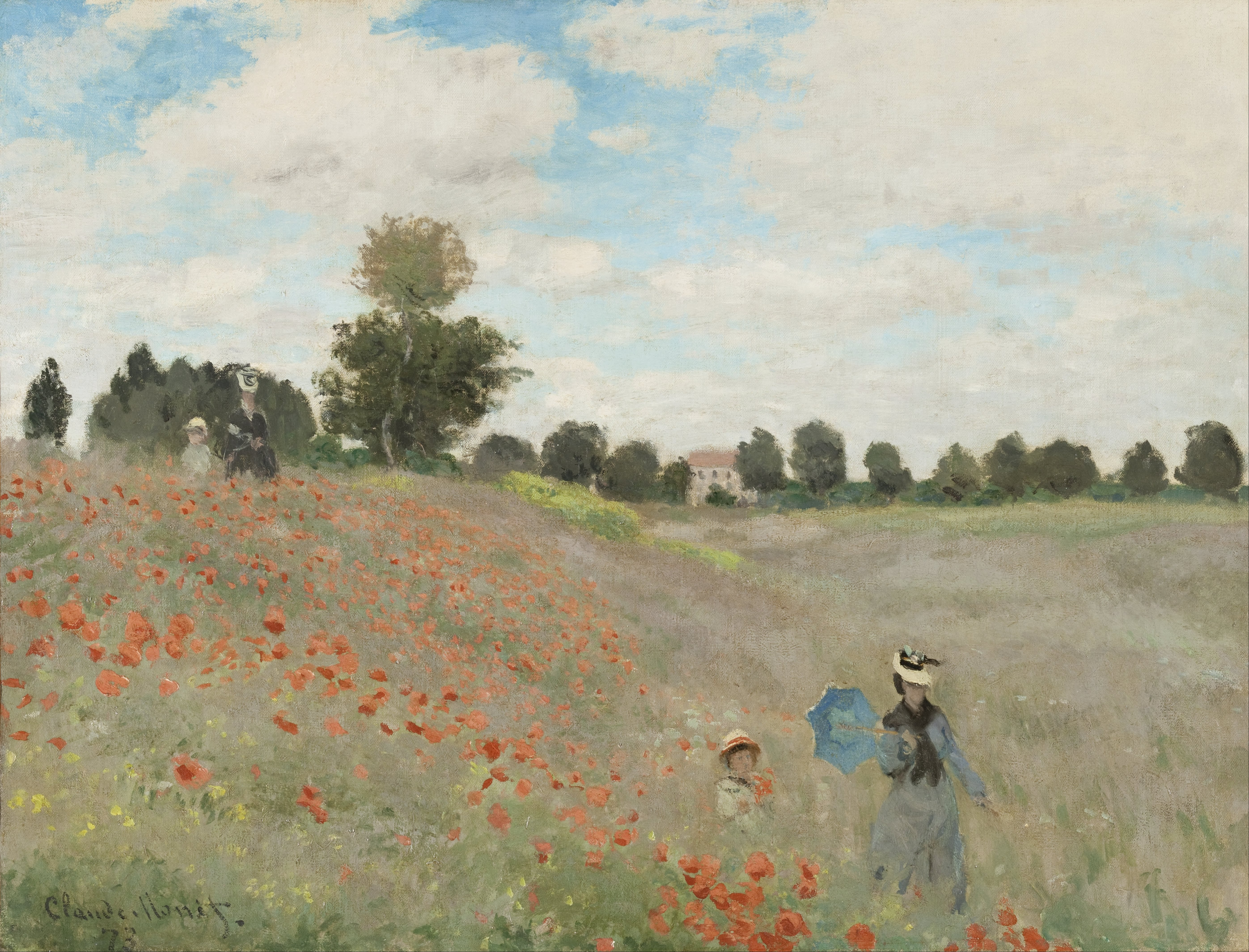
Claude Monet: Mohnfeld bei Argenteuil 1873
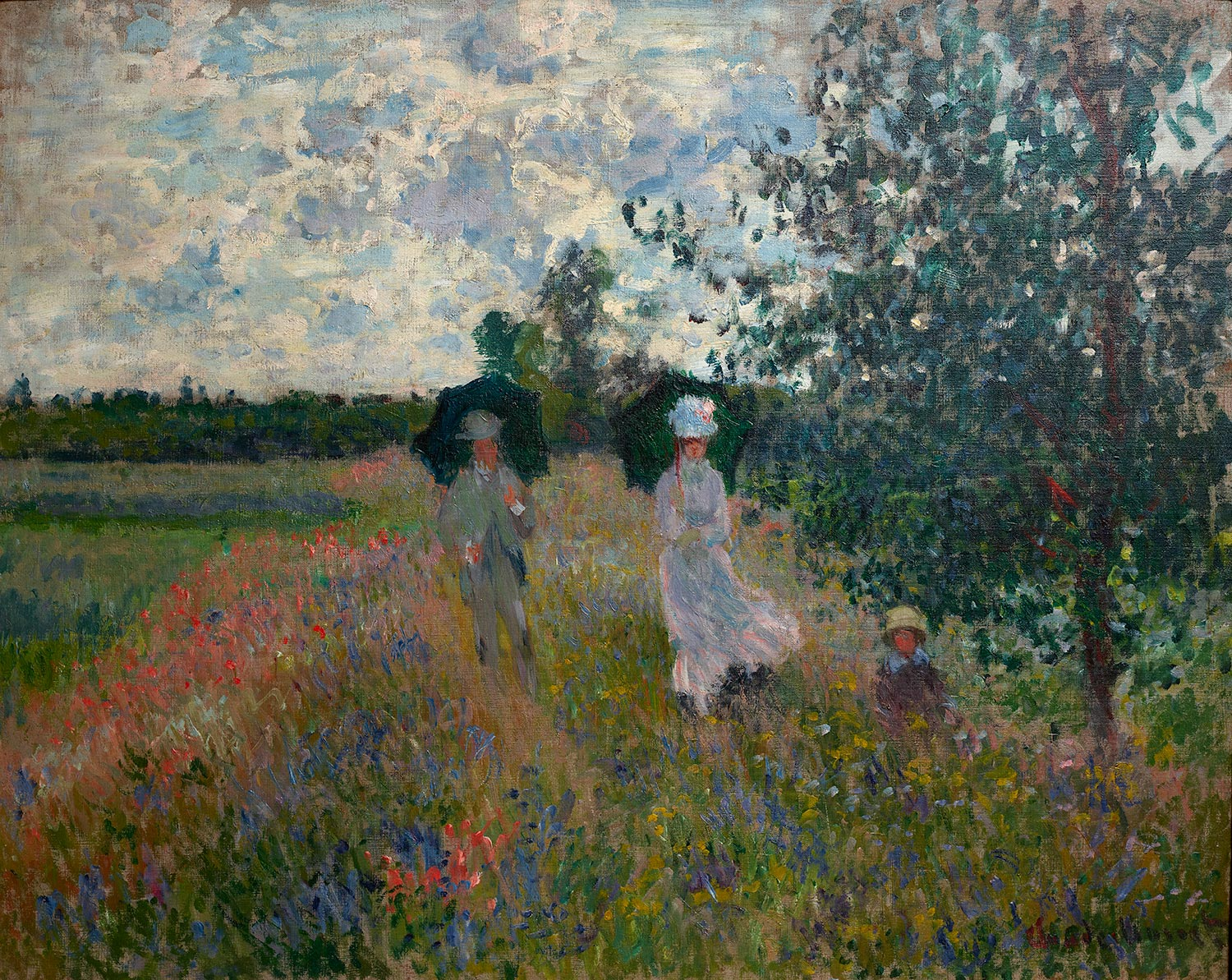
Claude Monet: Spaziergang bei Argenteuil 1875
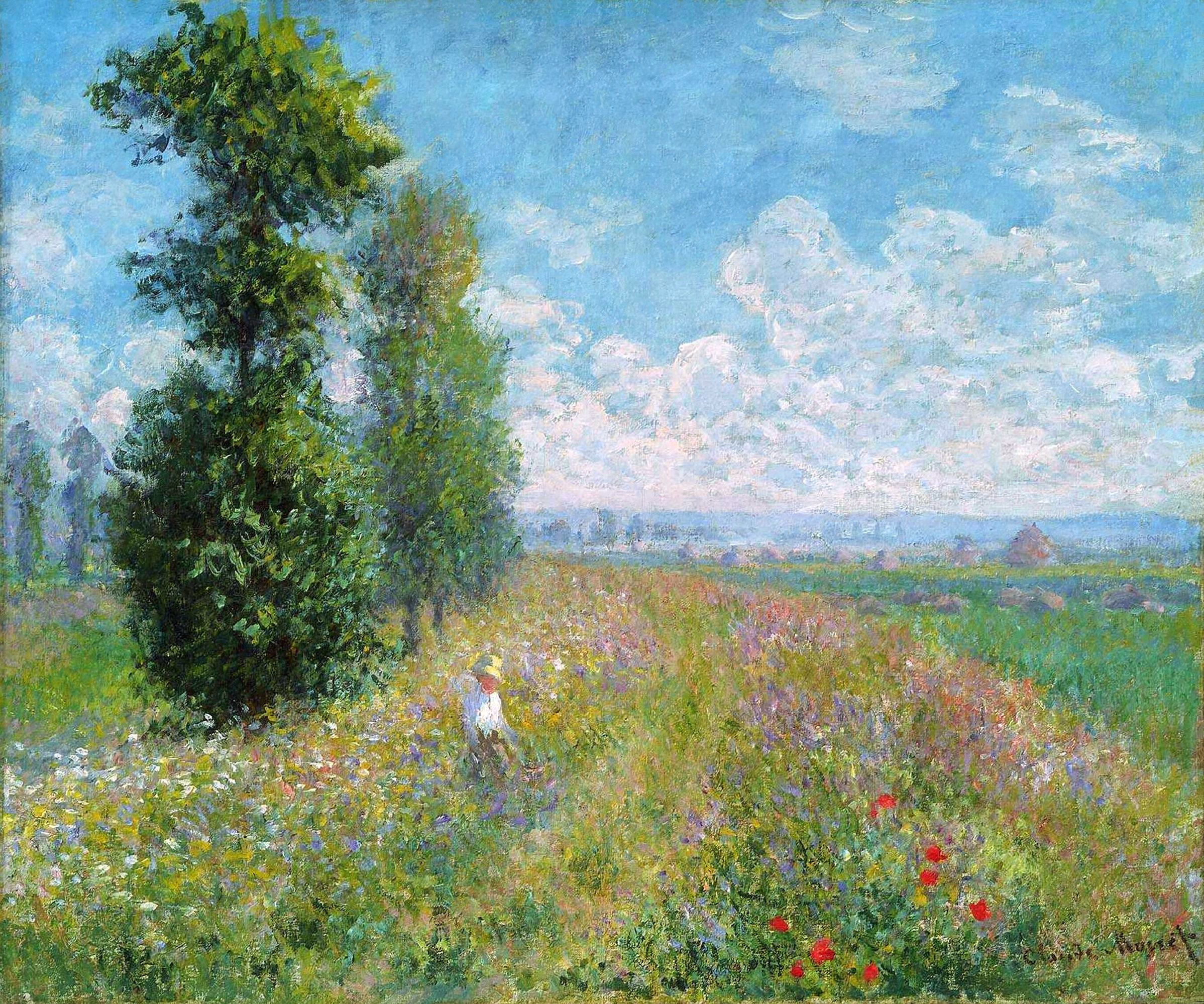
Claude Monet: Pappeln bei Argenteuil 1875

## Rezeption
Monet zeigte das Gemälde  Wiese in Bezons unter dem Titel La Prairie (Die Wiese) in der zweiten Gruppenausstellung der Impressionisten, die vom 30. März bis 30. April 1876 in den Räumen des Kunsthändlers Paul Durand-Ruel in der Pariser Rue Le Peletier stattfand. Veranstalter war die Société Anonyme des Artistes Peintres, Sculpteurs, Graveurs, etc., zu deren Gründungsmitgliedern Monet gehörte. Verschiedene Kritiker äußerten sich anschließend lobend zu Monets Wiese in Bezons. So urteilte ein unbekannter Autor mit den Initialen „E. F.“ in  der Zeitschrift Moniteur des artes, Monets Bilder zeichneten sich durch eine „erstaunliche Richtigkeit der Farbtöne und eine seltene Finesse“ aus. In seiner Wiese in Bezons habe er „auf wunderbare Weise die Luft und den Raum übersetzt“. Émile Zola äußerte sich in der Zeitung Le Sémaphore de Marseille ebenfalls positiv über das Bild und schrieb: „es ist von einer Schlichtheit und einem exquisiten Charme. Das Ausbleichen der Grün- und Blautöne in der starken Sonne vermittelt die Intensität blendenden Lichtes. Man fühlt das bleiche Gold des Gestirns in der Luft brennen“.
Der Kunstkritiker Karl Scheffler beschrieb 1912 Monets Wiese bei Bezons als „Frühlingslandschaft“, die „ganz Sommerduft“ sei. Weiter führte er aus: „Monet berührt eine Grenze der Empfindsamkeit; einen Schritt weiter, und die Landschaftskunst verliert sich im Immateriellen.“ Dann fügte er hinzu: „Sein Bild ist wie ein Traum, in dem Zweiklang des blaugrünen Himmels und der goldgelben Wiese, aus der ein grüner Sonnenschirm wie ein Smaragd aufleuchtet; aber das Leben ist in diesem Kunstraum noch in all seiner ewigen Wirklichkeit da.“ Der Autor Peter Krieger sah 1967 in der Wiese in Bezons „eine Verklärung der lichtüberfluteten Ile-de-France-Landschaft.“ 2017 ordnete die Kunsthistorikerin Angelika Wesenberg das Gemälde Wiese in Bezons als „ein Programmbild des Impressionismus“ ein.

## Provenienz
Monet bot das Gemälde Wiese in Bezons vermutlich 1875 zum Verkauf an. Gemeinsam mit den Künstlern Berthe Morisot, Pierre-Auguste Renoir und Alfred Sisley gab er eine Reihe von Bildern zur Versteigerung ins Pariser Auktionshaus Hôtel Drouot. Am 24. März 1875 wurde hierbei als Los-Nummer 6 ein Werk Paysage (Landschaft) mit den Maßangaben 60 × 80 cm angeboten, bei dem es sich wahrscheinlich um sein Gemälde Wiese in Bezons handelte. Die Versteigerung war insgesamt wenig erfolgreich. Auf das Werk Paysage bot Monet selbst und ersteigerte es für 190 Franc. Um 1876 gelangte Wiese in Bezons in die Sammlung des Opernsängers Jean-Baptiste Faure, der im großen Stil Werke der Maler des Impressionismus erwarb. Faure verkaufte das Gemälde 1906 an den Kunsthändler Paul Durand-Ruel. Im selben Jahr kaufte der Museumsdirektor Hugo von Tschudi das Bild für die Nationalgalerie in Berlin. Die Bezahlung erfolgte im Februar 1907. Im September 1907 kam das Bild als Geschenk der beiden Bankiers Carl Hagen und Karl Steinbart offiziell in den Sammlungsbestand der Nationalgalerie.
Die Wiese in Bezons hing zunächst im Stammhaus der Nationalgalerie auf der Museumsinsel, bevor es 1919 in der Neuen Abteilung der Nationalgalerie Berlin im Kronprinzenpalais ausgestellt wurde. Während des Zweiten Weltkrieges kam es zur Auslagerung der Bestände. Nach 1945 gelangte Monets Gemälde mit anderen Werken der Sammlung zunächst nach Westdeutschland und 1956 in den Westteil Berlins. Dort wurde es zunächst in der Orangerie von Schloss Charlottenburg ausgestellt und ab 1968 in der Neuen Nationalgalerie im Kulturforum gezeigt. Nach 1990 begann die Zusammenführung der getrennten Museumsbestände aus Ost und West. Monets Wiese in Bezons kehrte in diesem Zusammenhang wieder in das Gebäude der Alten Nationalgalerie zurück.